# Popcorn (음반)
《Popcorn》(팝콘)은 아라시의 11번째 정규 음반이다.

## 개요
약 1년 3개월 만의 정규 음반이다.

## 수록곡
1. Welcome to our party [3:57]
작사: Soluna, Shun / Rap 작사: 사쿠라이 쇼 / 작곡: Stephan Elfgran, Conor Edwards, Junior Jokinen / 편곡: 요시오카 타쿠
2. 駆け抜けろ! / 달려 나가자! [4:32]
작사: S-Tnk / 작곡: Takuya Harada, Samuli Laiho, Pessi Levanto / 편곡: 이시즈카 토모키
닛산 자동차 〈세레나 S-HYBRID〉 CM송
3. ワイルド アット ハート / 와일드 앳 하트 [4:08]
작사: Soluna / 작곡: Chris Janey, Junior Jokinen / 편곡: Trevor Ingram
마츠모토 준 주연 후지 TV 계열 드라마 《럭키 세븐》 주제가
4. Face Down [3:59]
작사: eltvo / Rap 작사: 사쿠라이 쇼 / 작곡: Albi Albertsson, Royce.H, Vincent Stein, Kontantin Scherer / 편곡: metropolitan digital clique, Vincent Stein, Kontantin Scherer
오노 사토시 주연 후지 TV 계열 드라마 《열쇠가 잠긴 방》 주제가
5. We wanna funk, we need a funk [4:37]
작사: Shigeo, Bruce R F Smith, John World / 작곡: Bruce R F Smith, Mats Ymell / 편곡: metropolitan digital clique
마츠모토 준 솔로
6. two [3:56]
작사: Soluna / 작곡: Erik Lidbom, R.P.P. / 편곡: Erik Lidbom
오노 사토시 솔로
7. Waiting for you [3:59]
작사: Soluna / 작곡: Octobar, iiiSAK / 편곡: 요시오카 타쿠, 미야노 사치코
8. 楽園 / 낙원 [3:39]
작사: S-Tnk / 작곡: 스즈키 토모요시 / 편곡: Slice Of Life, Tatsuya K.
아이바 마사키 솔로
9. 旅は続くよ / 여행은 계속돼 [5:00]
작사: furaha / Rap 작사: 사쿠라이 쇼 / 작곡: curly, youwhich / 편곡: youwhich
10. それはやっぱり君でした / 그건 역시 당신이었어요 [5:02]
작사: 니노미야 카즈나리 / 작곡: 오오치 마사히로 / 편곡: ha-j, 니노미야 카즈나리
니노미야 카즈나리 솔로
11. 迷宮ラブソング / 미궁 러브송 [4:37]
작사: 이오리 / 작곡: iiiSAK, Dyce Taylor / 편곡: Trevor Ingram
사쿠라이 쇼 주연 후지 TV 계열 드라마 《수수께끼 풀이는 저녁식사 후에》 주제가
12. Your Eyes [4:40]
작사: hs / 작곡: Chris Janey, Max Grant / 편곡: 이시즈카 토모키
아이바 마사키 주연 닛폰 TV 계열 드라마 《삼색털 고양이 홈즈의 추리》 주제가
13. Fly on Friday [4:21]
작사·작곡: eltvo / Rap 작사: 사쿠라이 쇼 / 편곡: kz
사쿠라이 쇼 솔로. 스페셜 코러스로 아라시 전원이 참가.
14. Cosmos [4:52]
작사: pause, eltvo / Rap 작사: 사쿠라이 쇼 / 작곡: Erik Lidbom / 편곡: 사사키 히로후미
15. 証 / 증거 [4:56]
작사·작곡: QQ / 편곡: ha-j
닛폰 TV 《런던 2012》 테마송
16. Up to you [4:19]
작사: 이오리, 100+ / Rap 작사: 사쿠라이 쇼 / 작곡: Wet disk, Christofer Erixon, Joakim Bjömberg / 편곡: metropolitan digital clique